# Cécile Fatiman
Cécile Fatiman (1771-1883), va ser una mambo (sacerdotessa vodú haitiana). És famosa per la seva participació a la cerimònia vodú a Bois Caïman, que es considera un dels punts de partida de la revolució haitiana.

## Primers anys i orígens
Cécile Fatiman era filla d'una esclava africana i d'un francès blanc de Còrsega. Ella i la seva mare van ser venudes com a esclaves a Saint Domingue, mentre que el rastre dels seus dos germans desapareix en el tràfic d'esclaus.
L'investigador haitià Rodney Salnave (Bwa Kay Il-Ment) ha traçat els orígens de Fatiman. Segons indica, el seu pare era, probablement, un príncep cors i net de Theodore Von Neuhoff o Teodor de Còrsega, únic rei de Còrsega. També creu que el seu cognom, Fatiman, podria haver estat en realitat un segon nom, Attiman, que hauria estat donat per Gregorio Attiman, de Livorno o Livorno, Itàlia, que va ser un dels patges de Theodore Neuhoff durant la seva conquesta del tron cors l'abril de 1736. Això el va portar a afirmar que el seu nom complet era probablement Cécile Attiman Coidavid, ja que era filla de Célestina Coidavid, i germana de Marie-Louise Coidavid, reina d'Haití de 1811 a 1820.

## Rebel·lió dels esclaus
L'agost de 1791, Fatiman va presidir una cerimònia al Bois Caïman com a mambo, juntament amb el houngan Dutty Boukman. Boukman va profetitzar que els esclaus Jean François, Biassou i Jeannot serien líders d'un moviment de resistència i revolta que alliberaria els esclaus de Saint-Domingue. Es va sacrificar un animal, es va fer un jurament i Fatiman i Boukman van exhortar els oients a venjar-se dels opressors francesos i a "esborrar la imatge del Déu dels opressors". Segons l'Enciclopèdia de la religió africana : "La sang de l'animal, i alguns diuen també dels humans, es va donar en una beguda als assistents per segellar els seus destins en lleialtat a la causa de l'alliberament de Sainte-Domingue". Durant la cerimònia, Cécile Fatiman va actuar com si fos cavalcada per la loa Erzulie. També es diu que va tallar la gola d'un porc i va oferir la seva sang als espectadors. Una setmana després, 1.800 plantacions havien estat destruïdes i 1.000 esclavistes assassinats.